# Justicia valerii
Justicia valerii är en akantusväxtart som beskrevs av Emery Clarence Leonard. Justicia valerii ingår i släktet Justicia och familjen akantusväxter. Inga underarter finns listade i Catalogue of Life.